# Selección femenina de rugby 7 de Gran Bretaña
La selección femenina de rugby 7 de Gran Bretaña es el equipo que representa a Gran Bretaña en los campeonatos de selecciones nacionales femeninas de rugby 7.
Representa a las selecciones de rugby 7 de Escocia, Gales e Inglaterra en los Juegos Olímpicos.

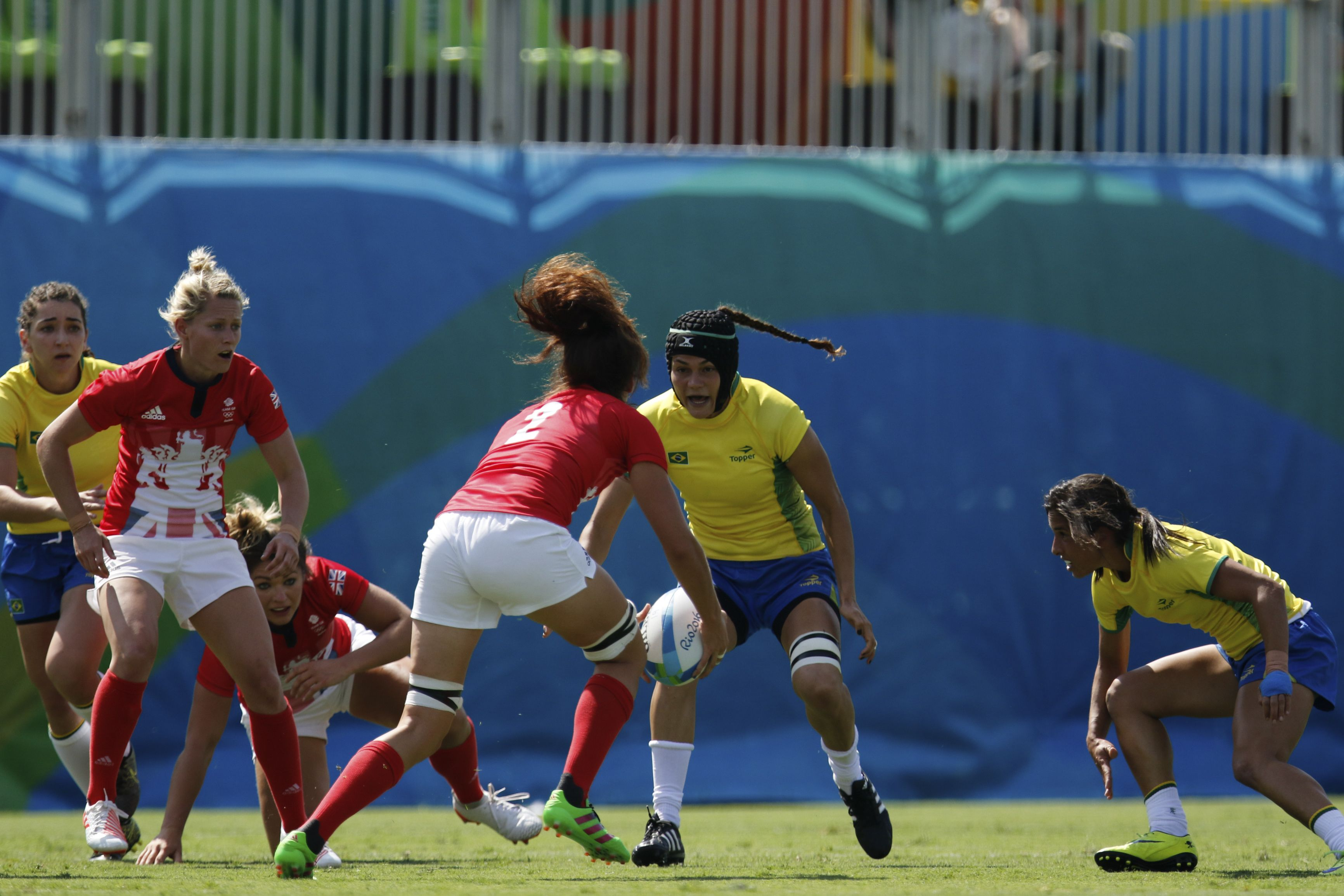
Gran Bretaña vs Brasil en Río 2016

## Palmarés
- Juegos Europeos (1): 2023

- Rugby Europe Women's Sevens (1): 2025

- Seven Femenino de Canadá (2): 2021-I, 2021-II

## Participación en copas

### Juegos Olímpicos
- Río 2016: 4.º puesto
- Tokio 2020: 4.º puesto
- París 2024: 7º puesto

### Juegos Europeos
- Cracovia 2023: 1.º puesto

### Serie Mundial
- Serie Mundial 21-22: 12.º puesto (15 pts)
- Serie Mundial 22-23: 7º puesto (68 pts)
- SVNS 23-24: 8º puesto
- SVNS 24-25: 8º puesto